# Mischling
Mischling (tyska "blandras", plural Mischlinge) betecknade inom nazistisk rasteori och den nazistiska raslagstiftningen en individ av delvis judisk härstamning. Mischling har i princip samma ursprung som beteckningen mestis, mulatt och, om djur, blandras.
Enligt nazistisk rasideologi skulle Mischlinge av första graden, alltså "halvjudar", jämställas med judar. Frågan var dock kontroversiell och vållade debatt under Wannseekonferensen samt föranledde en följande konferens under våren 1942, där Wilhelm Stuckart, författare till Nürnberglagarna, argumenterade för sterilisering av första gradens Mischlinge. Motivationen, utöver humanitära skäl, var oron för den samhälleliga effekten att döda personer med tyskt blod eller att riskera att dessa kunde alieneras och motverka Tredje rikets politik. 
Andra gradens Mischlinge, alltså "kvartsjudar", hade i huvudsak samma rättigheter som ariska tyskar, inklusive medborgarskap, med undantaget att de förbjöds gifta sig med andra kvartsjudar (målet var alltså, för denna grupp, assimilering av deras förment begränsade judiska påbrå). Undantag förekom dock i fall av politisk subversiv verksamhet eller brottslighet, då dessa antogs påvisa judiska tendenser, om personen var medlem i judiskt samfund eller uttryckte en särskilt judisk livsstil, samt i vissa fall där påbråt härledde sig från föräldrar. I samtliga fall, inklusive "heljudar", kunde individuella undantag göras, även om detta var ovanligt eller knutet till individens roll för produktionen. Tillstånd kunde också ges för äktenskap mellan kvarts/icke-judar och halvjudar/judar, med följden att avkomman betraktades som judar. 
Det förekom flertal fall av Mischlinge som intog ledande positioner, där den mest berömda var Erhard Milch (Mischling av första graden). Mycket spekulativa teser, som grundar sig i Alois Hitlers aldrig klarlagda påbrå på fädernet, har hävdat att Hitler själv var en Mischling av andra graden.